# Voorschoten '97
Voorschoten '97 is een voetbal- en atletiekvereniging in het dorp Voorschoten in Zuid-Holland.
Voorschoten '97 werd op 1 juli 1997 opgericht na een fusie van de voetbalclubs SV Voorschoten, SVLV en Randstad Sport. Het is sindsdien de enige voetbalclub in Voorschoten en een van de grotere amateurclubs in Nederland.

## Atletiek
De atletiekafdeling van Voorschoten '97 werd opgericht in 1987 als jeugd atletiek afdeling bij Randstad Sport. Deze is opgesplitst in de afdeling baanatletiek en wegatletiek. De baanatletiek betreft de looponderdelen tot 1500 meter, de werponderdelen en de springonderdelen, en de wegatletiek betreft de hardlooponderdelen vanaf 5 km.
Het grootste evenement van Voorschoten '97 is de jaarlijkse "Voorschotenloop". Deze hardloopwedstrijd bestaat uit een Gezinsloop (1,25 km) voor de kleinsten, korte (5 km), midden (10 km) en lange (15 km) loop. De Voorschotenloop is onderdeel van het Zorg & Zekerheid Circuit, dit circuit bestaat sinds 1996 en de Voorschotenloop is sinds de eerste editie van het circuit ook onderdeel hiervan.
De atletiekafdeling is klein, maar heeft desondanks atleten geleverd die uitkwamen op het Nederlands kampioenschap en daar is in 2018 zelfs een bronzen medaille gewonnen door Mathijs Dirks op de 400 meter. In competitieverband komen het eerste heren- en damesteam uit in de Derde divisie. 
Voorschoten '97 had tot 2025 een atletiekbaan van gravel. Deze werd in dat jaar vervangen door een 4 laans kunststof atletiekbaan van 300 meter. De verwachting is dat deze in augustus 2025 wordt opgeleverd. 

## Voetbal
Met bijna 100 teams, waarvan ruim 70 jeugdteams, is Voorschoten '97 een van de grootste voetbalverenigingen in Nederland. Voorschoten '97 was eind 2011 volgens de officiële telling van de KNVB de zesde (amateur)club van Nederland met 1.511 leden. De elftallen van Voorschoten '97 spelen sinds de oprichting hun thuiswedstrijden op het Sportpark Adegeest aan de Weddeloop 6. Het sportpark telt zes voetbalvelden. In de zomer van 2008 is op drie van de velden kunstgras aangelegd. Sinds 2017 ligt er ook op het hoofdveld een kunstgrasmat. Langs het hoofdveld staat de John Kriek-tribune, plaats biedend aan 135 toeschouwers en genoemd naar de voormalige voorzitter van de club. De clubkleuren zijn groen en geel. Het shirt heeft groen-gele verticale banen, de broek is groen en de sokken zijn voornamelijk geel met groene accenten.

### Standaardelftallen
Het eerste zaterdagelftal speelt in de Eerste klasse en het eerste zondagelftal in de Derde klasse van het Nederlands amateurvoetbal (2020/21).
In 2004 wist het eerste zaterdagteam voor het eerst te promoveren naar de Hoofdklasse, destijds het hoogste amateurniveau in Nederland. Na een seizoen degradeerde Voorschoten'97 weer naar de eerste klasse. In 2010 werd de Hoofdklasse opnieuw bereikt, door de invoering van de Topklasse was de Hoofdklasse nu het tweede amateurniveau. Dit keer wist Voorschoten zich één seizoen te handhaven in de Hoofdklasse, maar in het tweede seizoen volgde er weer degradatie.
In het seizoen 2009/10 werd de Districtsbeker West II veroverd waardoor Voorschoten'97 mocht deelnemen aan de landelijke beker voor amateurs en de KNVB Beker voor profs. In de KNVB Beker voor amateurs 2009/10 werd Voorschoten in de kwartfinale uitgeschakeld door SV Deurne. In de KNVB Beker won Voorschoten'97 van FC Presikhaaf in de tweede ronde, maar in de derde ronde was Vv Noordwijk te sterk.
Ook voor het KNVB Bekertoernooi van 2011/2012 had Voorschoten'97 zich gekwalificeerd. Hierin werd in de eerste ronde verloren van JVC Cuijk na strafschoppen. 
In 2013 won de club de finale van de Haaglanden Cup door Westlandia met 6-1 te verslaan.

## Competitieresultaten 1998–heden (zaterdag)
| 4 2C |

| 3 2C |

| 3 2C |

| 1 2C |

| 5 1B |

| 4 1B |

| 5 1B |

| 14 B |

| 6 1B |

| 3 1B |

| 4 1B |

| 4 1B |

| 1 1B |

| 8 A |

| 11 A |

| 6 1B |

| 10 1B |

| 7 1B |

| 6 1B |

| 13 1B |

| 5 2C |

| 1 2C |

| 7* 1B |

| 3* 1A |

| 3 1A |

| 6 1B |

| 4 1C |

| — 1 |

- = Dit seizoen werd stopgezet vanwege de uitbraak van het coronavirus. Er werd voor dit seizoen geen officiële eindstand vastgesteld.

| Tweede divisie | Derde divisie | Vierde divisie | Eerste klasse |
| Tweede klasse  | Derde klasse  | Vierde klasse  | Vijfde klasse |

### Competitieresultaten SV Voorschoten 1985–1997 (zaterdag)
| 9 4B |

| 8 4B |

| 9 4B |

| 6 4B |

| 1 4B |

| 9 3A |

| 10 3A |

| 2 4A |

| 5 4B |

| 1 4A |

| 2 3A |

| 11 3A |

| 1 3A |

| Derde klasse | Vierde klasse |

#### Competitieresultaten VV Rouwkoop/Randstad Sport 1954–1982 (zaterdag)
| 5 4A |

| 6 4A |

| 6 4B |

| 8 4A |

| 11 4A |

|  |

|  |

|  |

|  |

| 10 4A |

| 9 4C |

| 9 4A |

| 8 4A |

| 9 4A |

| 11 4B |

| 8 4C |

| 11 4B |

|  |

| 11 4A |

|  |

|  |

| 10 4A |

| 10 4A |

| 8 4A |

| 9 4A |

| 5 4B |

| 8 4A |

| 8 4B |

| 11 4B |

| Vierde klasse |

- Club heette tot en met het seizoen 1968/69 VV Rouwkoop, vanaf 1969/70 Randstad Sport

## Competitieresultaten 1999–heden (zondag)
| 9 3A |

| 10 3A |

| 1 4A |

| 3 3A |

| 3 3A |

| 7 3A |

| 3 3A |

| 9 3A |

| 5 3A |

| 2 3A |

| 8 3A |

| 5 3C |

| 3 3A |

| 1 3A |

| 5 2C |

| 13 2C |

| 3 3A |

| 13 2C |

| 5 3A |

| 8 3B |

| 11 HA 6 Q1 |

| -- 3A |

| -- 3A |

| 2 3A |

| 9 3D |

| 4C |

| Tweede klasse | Derde klasse | Vierde klasse | Overgangscompetitie |

### Competitieresultaten VV Rouwkoop/Randstad Sport 1938–1993 (zondag)
| 1 4A |

| 6 4B |

| 5 M |

| 4 4A |

| 2 4B |

| 7 4B |

| 8 4B |

|  |

| 5 4A |

| 5 4B |

| 8 4E |

| 4 4B |

| 7 4A |

| 11 4A |

| 13 4A |

|  |

|  |

| 12 4A |

| 11 4A |

|  |

|  |

|  |

|  |

|  |

|  |

|  |

|  |

|  |

|  |

|  |

|  |

|  |

|  |

|  |

|  |

| 1 4A |

| 2 3A |

| 5 2A |

| 12 2A |

| 12 3A |

| 11 4B |

| 11 4B |

| 9 4B |

| 10 4A |

| 9 4A |

| 10 4A |

| 10 4B |

| 9 4A |

| 11 4B |

| 12 4A |

|  |

|  |

|  |

| 5 4B |

| 4 4A |

| 11 4A |

| Tweede klasse | Derde klasse | Vierde klasse | Noodcompetitie |

- Club heette tot en met het seizoen 1968/69 VV Rouwkoop, vanaf 1969/70 Randstad Sport

### Competitieresultaten SVLV 1958–1998 (zondag)
| 10 4? |

|  |

|  |

|  |

| 10 4A |

| 11 4A |

|  |

|  |

|  |

|  |

|  |

|  |

|  |

|  |

|  |

|  |

|  |

| 10 4A |

| 11 4A |

| 8 4B |

| 2 4B |

| 2 4B |

| 3 4A |

| 4 4B |

| 7 4B |

| 5 4B |

| 4 4B |

| 7 4A |

| 6 4B |

| 8 4A |

| 7 4A |

| 4 4A |

| 4 4A |

| 4 4B |

| 3 4C |

| 3 4A |

| 5 3A |

| 6 3A |

| 13 3A |

| 1 4B |

| 9 3A |

| Derde klasse | Vierde klasse |

In elke staaf van de grafiek staat van boven naar beneden vermeld: 
- Eindnotering

Dit is de positie die de club heeft bereikt in de competitie, zonder eventuele beslissings-, play-off- of nacompetitiewedstrijden die nodig zijn geweest om bijvoorbeeld de kampioen van de competitie te bepalen.
Indien een * achter het getal staat is de notering een tussenstand en kan het zijn dat de notering niet overeenkomt met de uiteindelijke eindstand van de competitie.
Staat er een - dan is het seizoen nog bezig en is er geen definitieve uitslag bekend.
Staat er xx op de positie van de notering, dan heeft de club vroegtijdig de competitie verlaten. Dit kan onder andere komen door terugtrekking van het team, faillissement van de club of door een uitgedeelde straf van de KNVB. In veel gevallen staat elders in het artikel de reden vermeld.
Staat er een ? dan is het resultaat uit het verleden onbekend, en is alleen de competitie of het niveau bekend van dat seizoen.
In de seizoenen 2019/20 en 2020/21 werd wegens de coronacrisis het amateurvoetbal afgebroken. Daardoor kennen deze staven geen eindklassering (middels -- weergegeven).
- Competitieniveau en afdelingsletter of Officiële eindstand Eredivisie
  - Competitieniveau en afdelingsletter

Hierbij geeft het getal het niveau weer, dat ook terug te vinden is in de legenda. De letter is de afdelingsaanduiding en wordt gebruikt wanneer er meer afdelingen zijn op hetzelfde niveau. De afdelingsletter is altijd een hoofdletter en wordt meestal zonder nummer gebruikt.
Voorbeeld: 2F is niveau 2e klasse competitie F.
Het competitieniveau en nummer wordt niet vermeld wanneer er slechts één competitie van dit niveau was.
  - Officiële eindstand Eredivisie (getal staat tussen haakjes vermeld)

Sinds de introductie van play-offwedstrijden voor Europees voetbal na afloop van de reguliere competitie in 2005/06, is de KNVB verplicht een eindstand van de Eredivisie door te geven aan de UEFA aan de hand van deze play-offwedstrijden.
Bij deze eindstand staan clubs die zich hebben gekwalificeerd voor Europees voetbal hoger dan clubs die zich niet wisten te kwalificeren. Indien er geen verschil was tussen de eindnotering en de officiële eindstand, staat dit getal niet vermeld.

- Onderafdeling

Hier staat afgekort de naam van de onderafdeling indien de club in dat jaar in een onderafdeling uitkwam. Tevens staat deze afkorting in de legenda en wordt gelinkt naar het artikel over deze onderafdeling. Deze afkorting wordt alleen vermeld wanneer de club in het verleden in verschillende onderafdelingen heeft gespeeld. Deze vermelding is in de staaf altijd in kleine letters. Deze onderafdelingen zijn na het seizoen 1995/96 afgeschaft. Heeft de club in slechts één onderafdeling gespeeld, dan is dit alleen terug te vinden in de legenda.
Onder de staaf staat het jaartal vermeld waarin het seizoen is afgesloten. 15 verwijst naar het seizoen 2014/15 of eventueel het seizoen 1914/15.
Wanneer een staaf leeg is, zijn deze gegevens niet bekend. Het kan ook zijn dat de club dat seizoen niet heeft meegespeeld op het hogere amateurniveau, vroegtijdig de competitie heeft verlaten of uit de competitie is gezet.

In het seizoen 1944/45 was er wegens de Tweede Wereldoorlog geen regulier competitievoetbal.

## Bekende (ex-)spelers
Voetbal
- Raymond Baten
- Chelsea Disseldorp
- Hector Hevel
- Maikel Renfurm
- Liz Rijsbergen
- Guy Smith

Atletiek
- Nienke Brinkman (brons op EK marathon in 2022)
- Mathijs Dirks (brons op NK 400m in 2018)